# Cobitis pacifica
Cobitis pacifica är en fiskart som beskrevs av Kim, Park och Nalbant, 1999. Cobitis pacifica ingår i släktet Cobitis och familjen nissögefiskar. Inga underarter finns listade i Catalogue of Life.